# Yaku
Yaku (nep. याकु) – gaun wikas samiti we wschodniej części Nepalu w strefie Kośi w dystrykcie Bhojpur. Według nepalskiego spisu powszechnego z 2001 roku liczył on 566 gospodarstw domowych i 3226 mieszkańców (1695 kobiet i 1531 mężczyzn).